# Podbardzie
Podbardzie – część wsi Piotrówka w Polsce położona w województwie podkarpackim, w powiecie krośnieńskim, w gminie Jedlicze.
W latach 1975–1998 Podbardzie administracyjnie należało do województwa krośnieńskiego.